# Richard Ungewitter

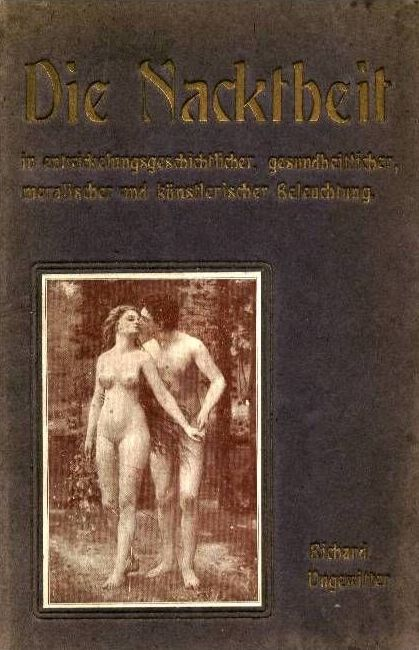

Richard Ungewitter né le 18 décembre 1869 à Artern, province de Saxe et mort le 17 décembre 1958 à Stuttgart est un précurseur du mouvement naturiste en Allemagne. 

## Œuvres
- Wieder nackt gewordene Menschen, 1903
- Die Nacktheit, 1905
- Diätische Ketzereien. Die Eiweißtheorie mit ihren Folgen, als Krankheitsursache, und ihre wissenschaftlich begründete Verabschiedung, 1908
- Nackt. Eine kritische Studie, 1909
- Kultur und Nacktheit. Eine Forderung, 1911
- Nacktheit und Kultur. Neue Forderungen, 1913
- Rassenverschlechterung durch Juda, 1919
- Nacktheit und Aufstieg. Ziele zur Erneuerung des deutschen Volkes, 1920
- Rettung oder Untergang des deutschen Volkes. Nur für Deutschgeborene!, 1921
- Nacktheit und Moral. Wege zur Rettung des deutschen Volkes, 1925
- Aus Entartung zur Rasse-Pflege. Ein Weckruf in zwölfter Stunde, 1934
- Denkschrift zur Impfung, 1938